# اوشاکوو (استان بلگورود)
اوشاکوو (انگلیسی: Ushakovo, Belgorod Oblast) یک شهرک در بخش کوروچانسکی استان بلگورود کشور روسیه است.